# 細海蜴魚
細海蜴魚（學名：Aldrovandia gracilis），是輻鰭魚綱背棘魚目海蜥魚科的其中一種，分布於東大西洋西撒哈拉至獅子山；西大西洋美國維吉尼亞州至小安的列斯群島海域，深度460至2560公尺，本魚體細長如鰻魚且側扁，吻尖突出，口下位，尾巴細長，體呈灰白色，體長可達55公分，棲息在大陸棚及大陸坡，為深海魚類，屬肉食性，以多毛類、雙殼貝、片腳類、陽隧足等為食，生活習性不明，無經濟價值。